# Clanculus johnstoni
Clanculus johnstoni is een slakkensoort uit de familie van de Trochidae. De wetenschappelijke naam van de soort is voor het eerst geldig gepubliceerd in 1917 door Hedley.